# Halictus lateronitens
Halictus lateronitens är en biart som beskrevs av Cockerell 1945. Halictus lateronitens ingår i släktet bandbin, och familjen vägbin. Inga underarter finns listade i Catalogue of Life.